# Algoritmo evolutivo
Algoritmos Evolutivos são algoritmos baseados em uma gama de mecanismos da evolução biológica e serviram para originar conceitos um pouco mais recentes, como o dos Algoritmos Genéticos
A motivação para a construção de tais modelos computacionais surgiu de teorias através das quais a Natureza, por meio de seus recursos, resolveu problemas de complexidade, isto é, determinar quantidade de “recursos” para resolver “problemas”, de sobrevivência. Assim, pode-se dizer que a natureza otimiza seus mecanismos para resolver um ou mais problemas. 
A partir de um problema de otimização, mesmo que se desconheça o que se está otimizando, é possível encontrar uma ótima solução, através dos Algorítimos Evolutivos e suas variações. Ou seja, tais algoritmos podem trabalhar em cima de problemas, sem que exista um conhecimento explicito, isto é, que podem tratar-se de paradigmas. 
Os Algoritmos Evolutivos buscam tratar estruturas de objetos abstratos de uma população, como, por exemplo, variáveis de um problema de otimização, dos quais são manipulados por operadores inspirados na evolução biológica, que objetivam a busca para a solução de um problema, estes operadores são comumente chamados de operadores genéticos.

## Referencias bibliográficas
- BARRETO, Jorge Muniz. Inteligência Artificial – No Limiar do Século XXI. Florianópolis, 3° ed. O Autor, 2001. p. 180 - 183.
- Langdon, W. B., Poli, R., Foundations of Genetic Programming, Springer-Verlag, 2002.
- Poli, R., Langdon, W. B., McPhee, N. F. (2008), A Field Guide to Genetic Programming, freely available via Lulu.com, 2008.